# Vallenar
Vallenar es una ciudad y comuna del Norte de Chile, capital de la provincia de Huasco en la Región de Atacama, ubicada a 147 km de Copiapó, la capital regional. Se encuentra en el fondo del cajón del río Huasco y tiene una población aproximada de 51 917 habitantes, de acuerdo con el censo de 2017.

## Historia

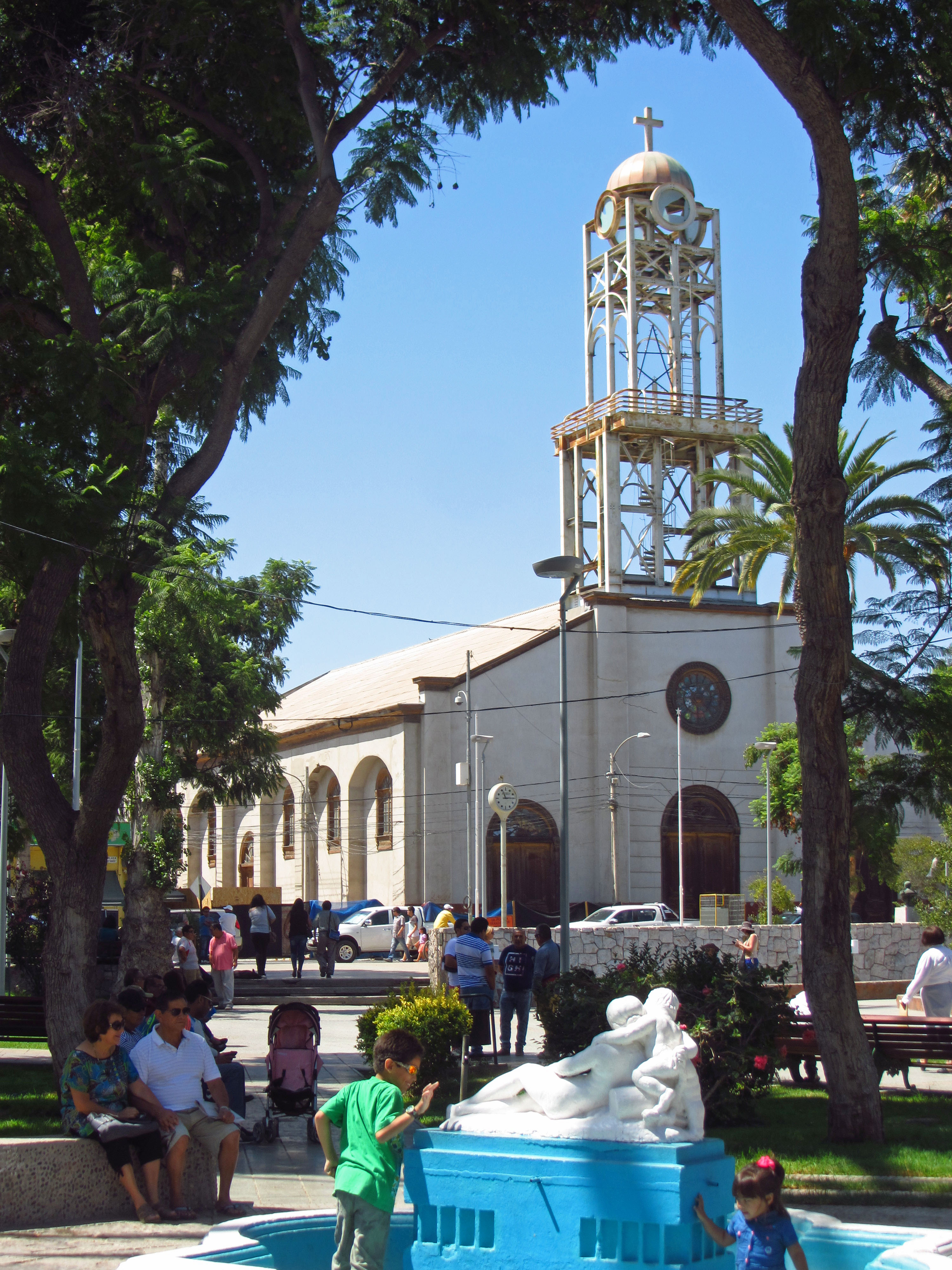
Plaza e iglesia de Vallenar

El lugar donde se ubica la ciudad y comuna de Vallenar se conocía antiguamente con el nombre de Paitanas, el cual Ambrosio O'Higgins, gobernador del reino de Chile en este tiempo, consideró suficientemente espacioso y muy apropiado para la fundación de una villa, aprovechando para este efecto la aglomeración de ranchos que constituían el asiento, hizo a la vez delinear las calles de la ciudad al ingeniero don Pedro Rico, que formaba parte de una numerosa comitiva que acompañaba al gobernador en el viaje que emprendió en 1788 al norte del país. Le puso el nombre de San Ambrosio de Ballenary, en recuerdo del santo de su nombre y de la villa de Ballenary, en Irlanda, donde él había nacido. El uso ha cambiado posteriormente la ortografía primitiva Ballenar, escribiéndolo Vallenar.
Ambrosio O'Higgins habiendo fundado la villa se trasladó al asiento de Santa Rosa donde se levantó acta de dicha fundación.

## Medio ambiente

### Geomorfología y componentes abióticos

Trazado simplificado de los ecosistemas y cuerpos de agua presentes en la comuna de Vallenar.

La comuna de Vallenar se encuentra emplazada en las unidades geomorfológicas de Pampa ondulada o austral, Pampa transicional, Cordones transversales, Llanos de sedimentación fluvial o aluvional y Cordillera andina de retención crionival; y presenta según la clasificación climática de Köppen clima de tundra (ET), clima de tundra de lluvia invernal (ET (s)), clima desértico frío de lluvia invernal (BWk (s)), clima semiárido de lluvia invernal (BSk (s)) y clima semiárido de lluvia invernal e influencia costera (BSk (s) (i)). Esta además se halla entre las cuencas hidrográficas de Costeras e Islas entre el río Huasco y la región de Coquimbo, Quebrada Carrizal y Costeras hasta río Huasco, Quebrada Totoral y Costeras hasta Quebrada Carrizal, río Copiapó, río Huasco y Río los Choros. Además, la comuna posee diversos cuerpos de agua, entre los que se destacan el río Huasco, canal Gallo y Ferrera.

### Componentes bióticos
Dentro del territorio de la comuna se pueden hallar los siguientes ecosistemas:
- Herbazal tropical-mediterráneo andino donde predomina Chaetanthera sphaeroidalis (Vulnerable)
- Matorral bajo desértico mediterráneo andino donde predominan Senecio proteus y Haplopappus baylahuen (Preocupación menor)
- Matorral bajo tropical-mediterráneo andino donde predominan Adesmia hystrix y Ephedra breana (Preocupación menor)
- Matorral bajo tropical-mediterráneo andino donde predominan Adesmia subterranea y Adesmia echinus (Vulnerable)
- Matorral desértico mediterráneo costero donde predominan Oxalis virgosa y Eulychnia breviflora (Preocupación menor)
- Matorral desértico mediterráneo interior donde predominan Adesmia argentea y Bulnesia chilensis (Preocupación menor)
- Matorral desértico mediterráneo interior donde predominan Skytanthus acutus y Atriplex deserticola (Preocupación menor)
- Zonas geográficas hinóspitas sin vegetación (Sin información)

### Medidas de protección ambiental y conflictos socioambientales
Hasta 2022, la comuna de Vallenar cuenta con las siguientes zonas que poseen algún nivel de protección ambiental:
- Chacritas (Sitios ERB)[13]
- Cuesta Pajonales (Sitios ERB)[14]
- Humedal Paseo Ribereño (Humedal urbano)[15]
- Quebrada Agua Verde (Sitios ERB)[16]
- Quebrada Algarrobal (Sitios ERB)[17]
- Quebrada del Jilguero (Sitios ERB)[18]
- río Huasco (Sitios ERB)[19]
- RNP Huascoaltinos (Sitios ERB)[20]
- Sauce Pérez (Sitios ERB)[21]
- Zona Desierto Florido (Sitios Ley 19.300)[22]

## Demografía
- Población (censo de 2017): 51 917
- Población (censo de 2002): 43 750

- Población (censo de 2017): 51 917

- Población masculina: 25 422 personas
- Población femenina: 26 495 mujeres.

- Población (estimada de 2008):[23] 47.346 habitantes

- Población masculina: 23.129 personas
- Población femenina: 24.217 mujeres.

- Población urbana: 90,12 %
- Población rural: 9,88 %

### Localidades
La comuna de Vallenar alberga las aldeas Domeyko y la hacienda La Compañía; los caseríos Buena Esperanza, Cuatro Palomas, Cachiyuyo, Incahuasi, Quebrada El Jilguero, La Posada, Camarones, Perales Viejos, Las Porotas, Chañar Blanco, El Escorial, Santa Juana, Agua Amarga, Estación Romero, El Zancudo, Aeródromo, Carretera Panamericana, Campamento Desvío Norte y Cavancha.

## Administración

### Municipalidad
La Ilustre Municipalidad de Vallenar es dirigida por el alcalde Víctor Isla Lutz. 
El Honorable Concejo municipal está conformado por seis concejales/as: Roberto Tapia, Deisy Saavedra, Nathalie Mery Ceriche, Artemio Trigos, Robin Robledo y Maycol Mancilla.

### Representación parlamentaria
Vallenar pertenece al distrito electoral n.º 4 y a la 4.ª circunscripción senatorial (Atacama).
Es representada en la Cámara de Diputados del Congreso Nacional por los diputados Juan Santana (PS), Daniella Cicardini (PS), Nicolás Noman (UDI), Sofía Cid (RN) y Jaime Mulet (FREVS). A su vez, es representada en el Senado por los senadores Yasna Provoste (DC) y Rafael Prohens (RN).

## Economía
Desde la fundación de la ciudad una de sus principales actividades económicas ha sido la minería que hasta el día de hoy destacando la extracción de Hierro, la agricultura y la generación de electricidad mediante energías renovables, principalmente solar y eólica.
En 2018, la cantidad de empresas registradas en Vallenar fue de 676. El Índice de Complejidad Económica (ECI) en el mismo año fue de 0,84, mientras que las actividades económicas con mayor índice de Ventaja Comparativa Revelada (RCA) fueron Extracción de Minerales de Hierro (509,05), Servicios en Cementerios (35,88) e Industrias Básicas de Hierro y Acero (35,04).

### Minería
Vallenar cuenta con una diversa cantidad de recursos mineros y las actividades relacionadas al rubro son una fuente importante de ingresos para los habitantes de la comuna. Los minerales más extraídos en las mina que se ubican dentro del área comunal son el cobre, el molibdeno, el hierro, el oro y la plata.

### Energías renovables
La comuna posee un alto potencial para la generación de energías renovables en Chile. Siguiendo esa línea, fueron inaugurados parques solares dentro del área comunal, entre los que destacan el parque solar fotovoltaico El Romero, con una capacidad instalada máxima de 246 MW conectada al Sistema Interconectado Central (SIC), que al momento de su inauguración en noviembre de 2016, se convirtió en la planta de energía solar fotovoltaica más grande de Latinoamérica. En noviembre de 2018 fue aprobado el proyecto para la construcción del parque solar Sol de Vallenar, con una potencia de 250 MW. También destaca el incremento del autoconsumo fotovoltaico en viviendas y establecimientos públicos, propiciado por la Ley 20.571 de Generación Ciudadana.

## Servicios

### Educación

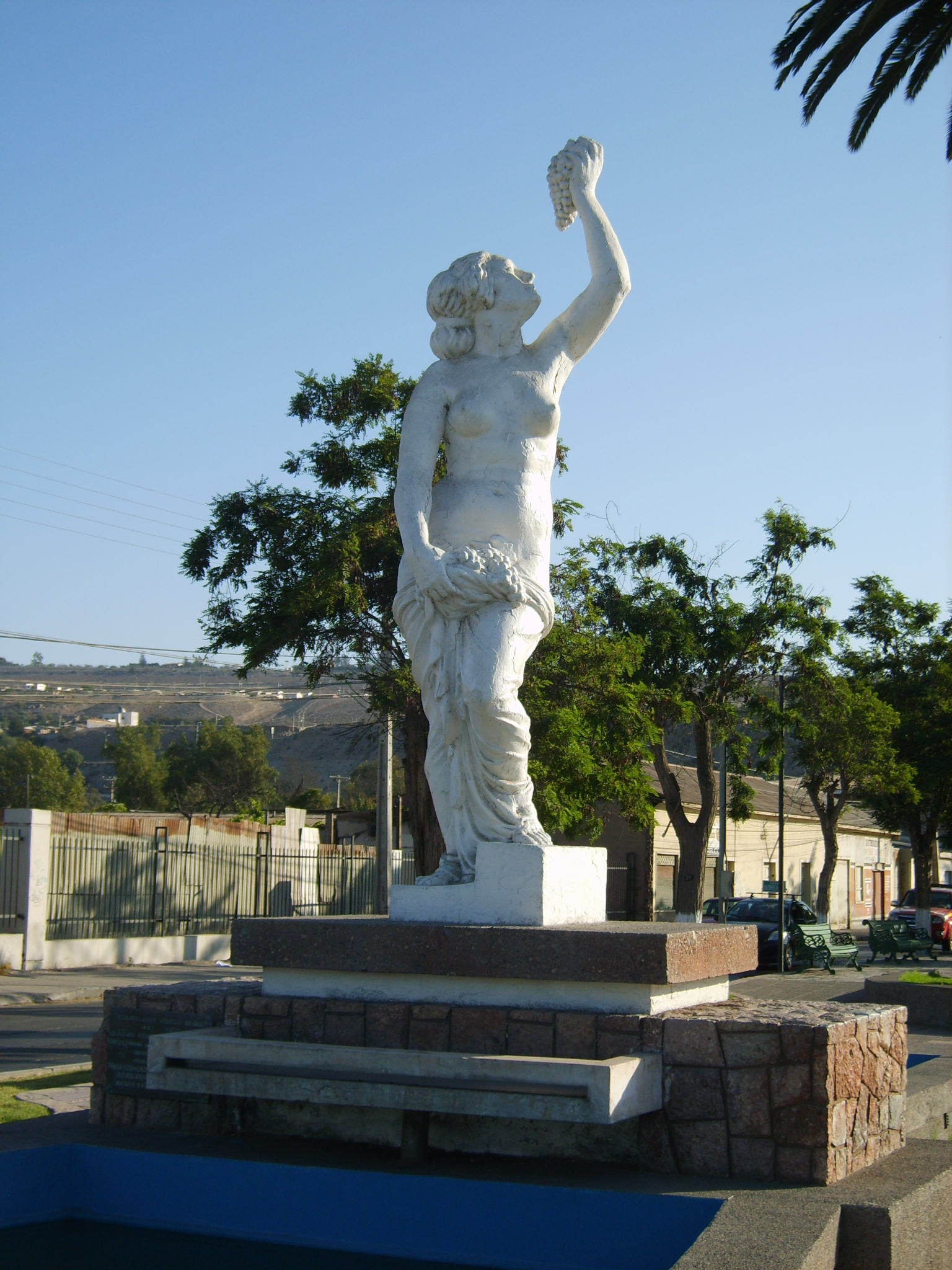
Monumento a la Vendimia.

El primer establecimiento educacional de Vallenar fue la Escuela Superior n.º 1 fundada en el año 1842 (hoy sede de la Universidad de Atacama).
De acuerdo al Ministerio de Educación de Chile, la comuna cuenta con 39 establecimientos educacionales, de los cuales 28 son municipales y 11 particulares subvencionados; del mismo modo 28 de ellos son urbanos y 11 rurales.

## Lugares de interés

### Dentro de la ciudad
La ciudad de Vallenar ofrece una diversidad de lugares emblemáticos y sitios de interés. En el centro de la ciudad se encuentra la plaza de Armas, el principal espacio público de encuentro, rodeado de árboles y bancos donde tanto locales como visitantes disfrutan de un ambiente tranquilo. Cerca de la plaza se erige la iglesia San Ambrosio, un lugar icónico de la ciudad que destaca por su arquitectura histórica y que es un importante punto de referencia espiritual para la comunidad.
Otro edificio de relevancia es el Edificio de la Gobernación, un símbolo de la administración pública local. Para los amantes de la lectura y la historia local, la biblioteca pública N.º 25 Ignacio Canales Guzmán ofrece una vasta colección de libros, además de actividades culturales y educativas.
El Paseo Ribereño es un lugar ideal para quienes disfrutan de caminatas a lo largo del río, proporcionando un espacio de recreación y esparcimiento al aire libre. A lo largo de la Avenida Brasil, se puede observar el dinamismo de la ciudad, con comercios y espacios públicos donde la vida cotidiana se mezcla con la historia urbana.
Otro punto destacado de la ciudad es el edificio de la Compañía de Acero del Pacífico (CAP), una estructura que refleja el pasado industrial de Vallenar. Los interesados en la cultura local pueden visitar el Museo del Huasco, donde se exhiben piezas y documentos que narran la historia y tradiciones de la región.
Para los aficionados al deporte, Vallenar cuenta con diversas instalaciones como el Club Deportivo Algarrobo y el polideportivo, donde se practican diferentes disciplinas deportivas. La actividad comercial de la ciudad se concentra principalmente en el centro comercial, ubicado en las calles Arturo Prat, Brasil, Santiago y Serrano, ofreciendo una variedad de tiendas y servicios.
En la zona conocida como el barrio Bohemio, específicamente en la calle Serrano, entre Maule y Juan Verdaguer, se concentran discotecas, pubs y bares, ofreciendo una vibrante vida nocturna para quienes buscan entretenimiento. El Puente Huasco, conocido localmente como el "puente de la muerte", es una infraestructura simbólica de la ciudad, junto a la Pasarela Peatonal Colgante Talca, que permite el cruce sobre el río y ofrece vistas panorámicas del entorno.
En los alrededores de la ciudad, el sector Chamonate y el cementerio municipal son también sitios de interés. El parque Quinta Valle es un espacio verde que invita a la relajación, mientras que la Plazoleta Los Alemanes añade un toque de historia y cultura a las áreas urbanas de Vallenar.

### Lugares cercanos
Vallenar es la puerta de entrada a una serie de paisajes y destinos naturales fascinantes. Un recorrido por el valle interior[ lleva a los visitantes a través del pintoresco cajón del valle, donde se puede disfrutar de la naturaleza en su máxima expresión. Entre los puntos de interés se encuentran el embalse Santa Juana, y pueblos como Chañar Blanco, Alto del Carmen, Chigüinto, Chanchoquín Grande, El Tránsito, Quebrada de Pinte, La Angostura, Conay, La Vega, Retamo, San Félix y La Higuerita.
Si se toma la Ruta 5 Norte, se puede llegar al parque nacional Llanos de Challe, hogar de una biodiversidad única y un sitio privilegiado para presenciar el fenómeno del Desierto Florido, que ocurre entre los meses de octubre y diciembre. En este trayecto también se encuentra el Árbol del Marañón, una curiosidad natural, y Canto del Agua, un área de gran interés geológico y paisajístico.
Hacia el sur, la Ruta 5 Sur conduce a localidades como Cachiyuyo y Domeyko, pueblos pequeños pero llenos de encanto. Además, en esta ruta se encuentra el Observatorio Astronómico Las Campanas, un lugar destacado para la observación astronómica, dada la claridad de los cielos de la región.
Un paseo hacia la costa revela otros tesoros naturales y culturales. Se puede explorar la Hacienda Buena Esperanza, Perales Viejo, Quebrada Honda, Hacienda Nicolasa, Maitencillo, Hacienda Atacama, Freirina, camping Las Tablas, Huasco Bajo, Puerto Huasco.

## Deportes

### Fútbol
El Club de Deportes Vallenar de la comuna participa en los Campeonatos Nacionales de Fútbol en Chile, como la Copa Chile y actualmente compitiendo en la tercera división B de Chile.

## Transporte

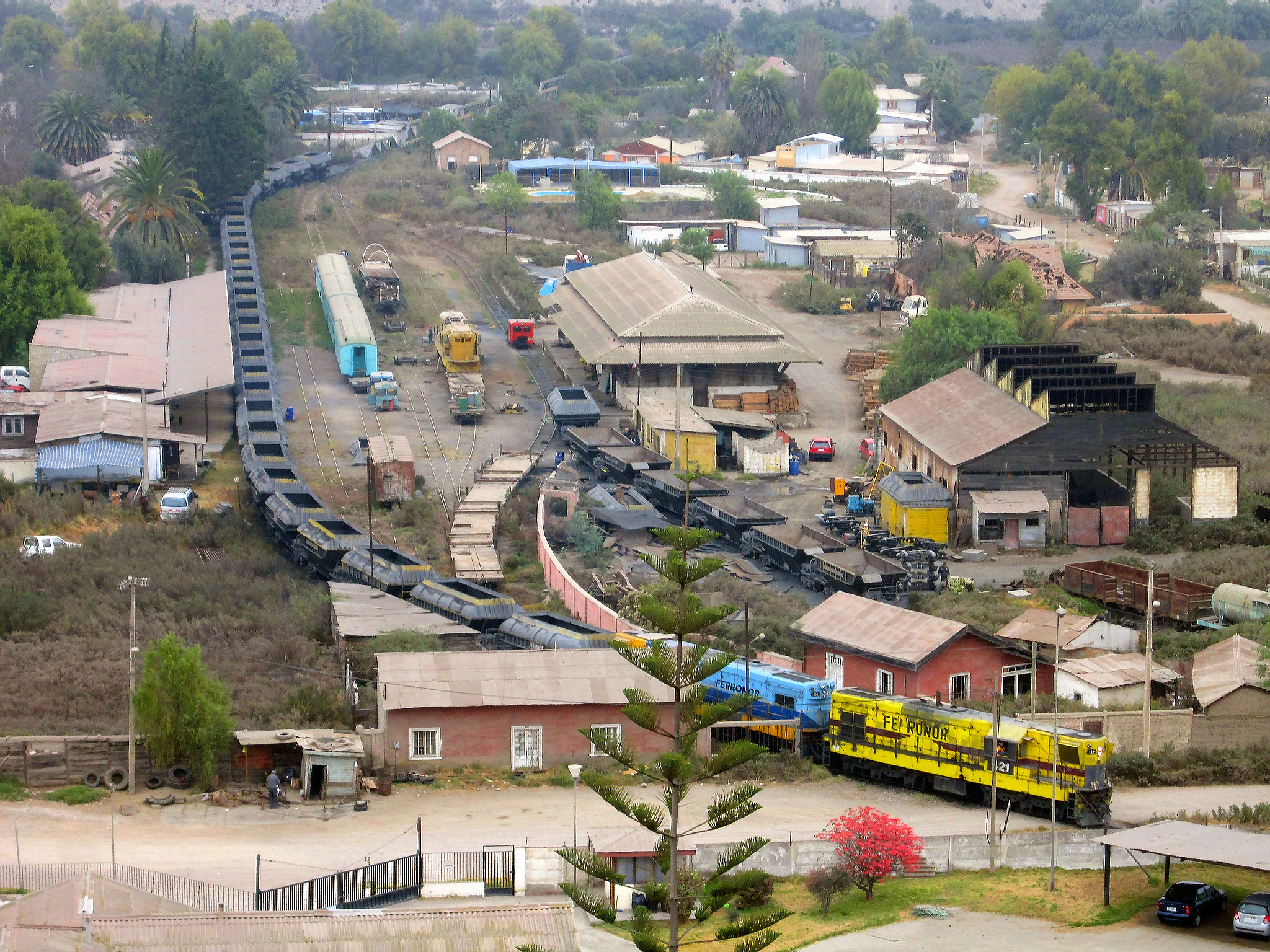
Tren de Ferronor en la estación de ferrocarriles de Vallenar.

A 4 kilómetros al sur de la ciudad se encuentra el Aeródromo Vallenar, construido en los años 30 y que actualmente recibe vuelos ejecutivos y chárter.
En el centro de la ciudad en calle Prat se encuentra el terminal municipal, en la cual llegan los buses interurbanos y pasan los mini buses que van a la comuna de Freirina y Huasco. En calle Marañon esta el Terminal Pallauta de recorrido a la comuna de Alto del Carmen ubicada hacia la cordillera y el sector costero de la comuna de Freirina a las localidades de Carrizalillo y Caleta Chañaral de Aceituno.

## Medios de comunicación

### Radioemisoras
Algunas de las radioemisoras más importantes de Vallenar son: radio Estrella del Norte, radio Vallenar, radio XQA-5, Radio Amiga, Radio 100.1.
FM
- 88.5 MHz - Radio Amiga Vallenar
- 88.9 MHz - Antara
- 89.7 MHz - Radio Bío-Bío
- 90.9 MHz - Panorama
- 91.5 MHz - FM Óyeme
- 92.3 MHz - Santuario
- 93.1 MHz - Maray
- 93.9 MHz - FM Okey
- 94.3 MHz - Oye Más Radio
- 95.5 MHz - XQA-5
- 96.7 MHz - Radio Nuevo Mundo
- 97.5 MHz - Nostálgica FM
- 98.3 MHz - Radio Atacama
- 99.1 MHz - Marcela
- 99.7 MHz - Positiva FM
- 100.1 MHz - Cien Punto Uno
- 101.3 MHz - Caramelo
- 101.9 MHz - Vallenar
- 102.7 MHz - Profeta
- 103.5 MHz - Madero
- 104.5 MHz - Andrea
- 104.9 MHz - Armonía
- 105.9 MHz - María
- 106.5 MHz - Romántica
- 106.9 MHz - Radio Estrella del Norte

### Televisión
TDT
- 5.1 - Chilevisión HD
- 5.2 - UChile TV
- 8.1 - Canal 13 HD
- 8.2 - T13 En Vivo
- 12.1 - TVN HD
- 12.2 - NTV

Por cable
- 3 - Huasco Televisión (VTR)

### Prensa escrita
El único medio escrito publicado actualmente en Vallenar es el semanario La Estrella del Huasco, editado por El Diario de Atacama y perteneciente a la Empresa Periodística El Norte. Antiguamente en Vallenar se publicaron diversos medios escritos, como por ejemplo El Noticiero Huasquino, El Trabajo y El Eco del Huasco.